# Verbandsgemeinde Prüm
La comunità amministrativa di Prüm (Verbandsgemeinde Prüm) si trova sull'Eifel, nel circondario dell'Eifel-Bitburg-Prüm (Renania-Palatinato, Germania).
Essa nacque nel 1970 con lo scioglimento del Circondario rurale di Prüm. La sede della Comunità è la città di Prüm ed è la Comunità amministrativa più estesa del circondario rurale. Confina ad ovest con il Belgio ed a nord con il Land Renania Settentrionale-Vestfalia.

## Comuni
Fanno parte della comunità amministrativa i seguenti comuni:
| Comune, città         | Sup. (km²) | Abitanti |
| --------------------- | ---------- | -------- |
| Auw bei Prüm          | 22,11      | 612      |
| Bleialf               | 7,55       | 1 211    |
| Brandscheid           | 16,26      | 301      |
| Buchet                | 13,32      | 232      |
| Büdesheim             | 13,64      | 554      |
| Dingdorf              | 3,81       | 111      |
| Feuerscheid           | 5,92       | 332      |
| Fleringen             | 8,50       | 382      |
| Giesdorf              | 3,55       | 125      |
| Gondenbrett           | 23,05      | 482      |
| Großlangenfeld        | 6,98       | 113      |
| Habscheid             | 17,60      | 647      |
| Heckhuscheid          | 8,28       | 156      |
| Heisdorf              | 3,91       | 123      |
| Hersdorf              | 12,86      | 398      |
| Kleinlangenfeld       | 7,82       | 147      |
| Lasel                 | 4,51       | 317      |
| Masthorn              | 4,54       | 50       |
| Matzerath             | 4,31       | 48       |
| Mützenich             | 6,43       | 122      |
| Neuendorf             | 5,71       | 110      |
| Niederlauch           | 0,79       | 35       |
| Nimshuscheid          | 5,06       | 268      |
| Nimsreuland           | 4,43       | 90       |
| Oberlascheid          | 9,39       | 155      |
| Oberlauch             | 3,59       | 68       |
| Olzheim               | 16,22      | 590      |
| Orlenbach             | 6,21       | 234      |
| Pittenbach            | 3,85       | 104      |
| Pronsfeld             | 15,37      | 904      |
| Prüm, Stadt           | 22,86      | 5 442    |
| Rommersheim           | 16,97      | 665      |
| Roth bei Prüm         | 19,08      | 454      |
| Schönecken            | 13,36      | 1 487    |
| Schwirzheim           | 13,68      | 456      |
| Seiwerath             | 8,94       | 141      |
| Sellerich             | 17,37      | 286      |
| Wallersheim           | 14,51      | 739      |
| Watzerath             | 4,62       | 436      |
| Wawern                | 7,65       | 280      |
| Weinsheim             | 24,03      | 996      |
| Winringen             | 2,55       | 63       |
| Winterscheid          | 8,50       | 138      |
| Winterspelt           | 25,60      | 828      |
| Verbandsgemeinde Prüm | 465,29     | 21 432   |

(Abitanti al 31 dicembre 2021)

## Società

### Evoluzione demografica
Evoluzione della popolazione residente:
| - 1815 – 10.777 - 1835 – 14.743 - 1871 – 17.419 - 1905 – 16.958 - 1939 – 22.365 | - 1950 – 19.370 - 1961 – 19.648 - 1970 – 20.521 - 1987 – 20.430 - 2002 – 21.970 |

Fonte: Ufficio statistico dell'amministrazione del Land Renania-Palatinato